# 登高器

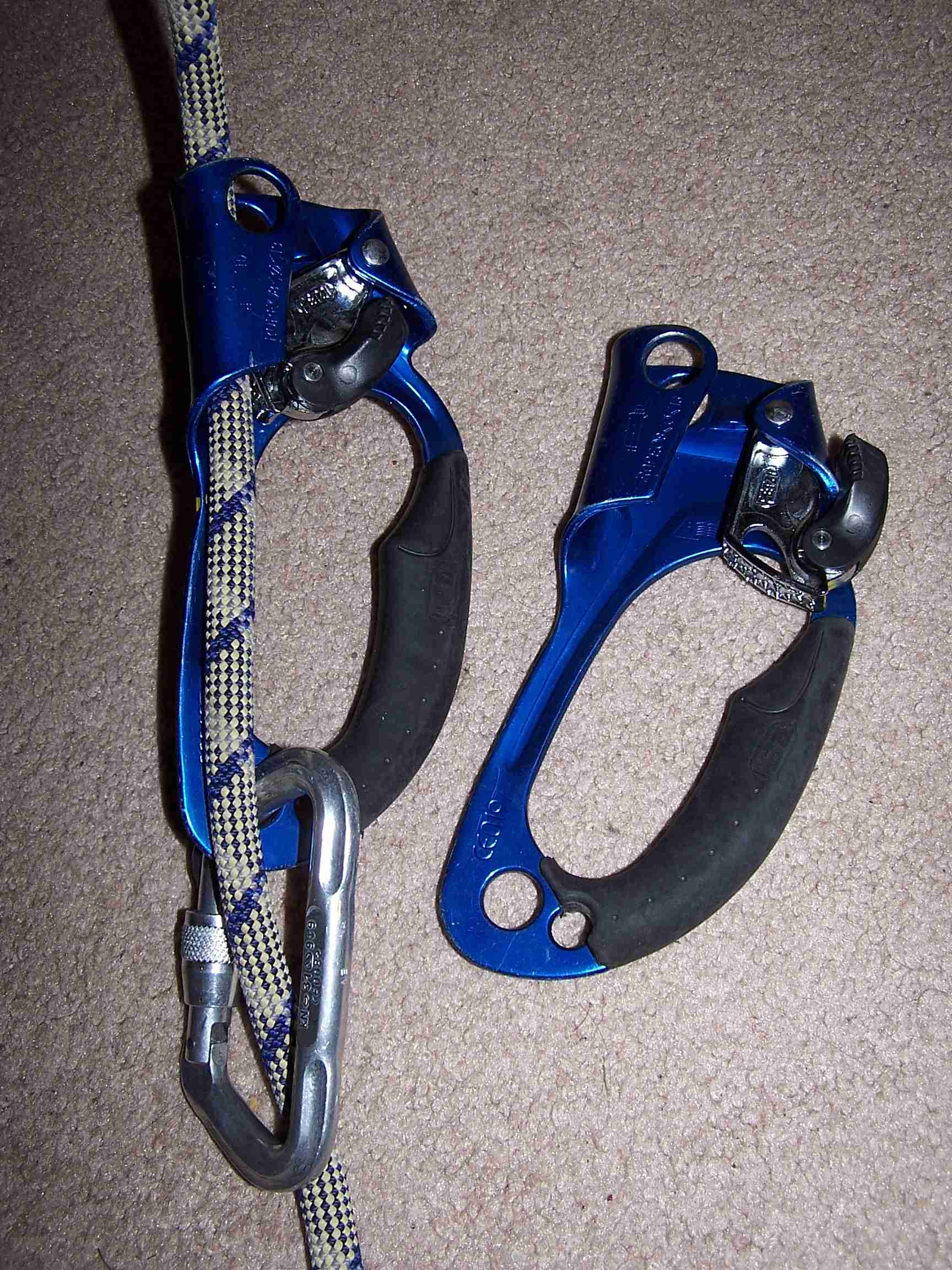
ペツル製登高器

登高器（とうこうき、Ascender ）は、高所作業や、ロッククライミング等に使う器具の一つである。フィックスロープ（端が固定されたロープ）にセットすると、カムなどの働きにより、上方には移動するが下方には移動しない仕組みになっている。

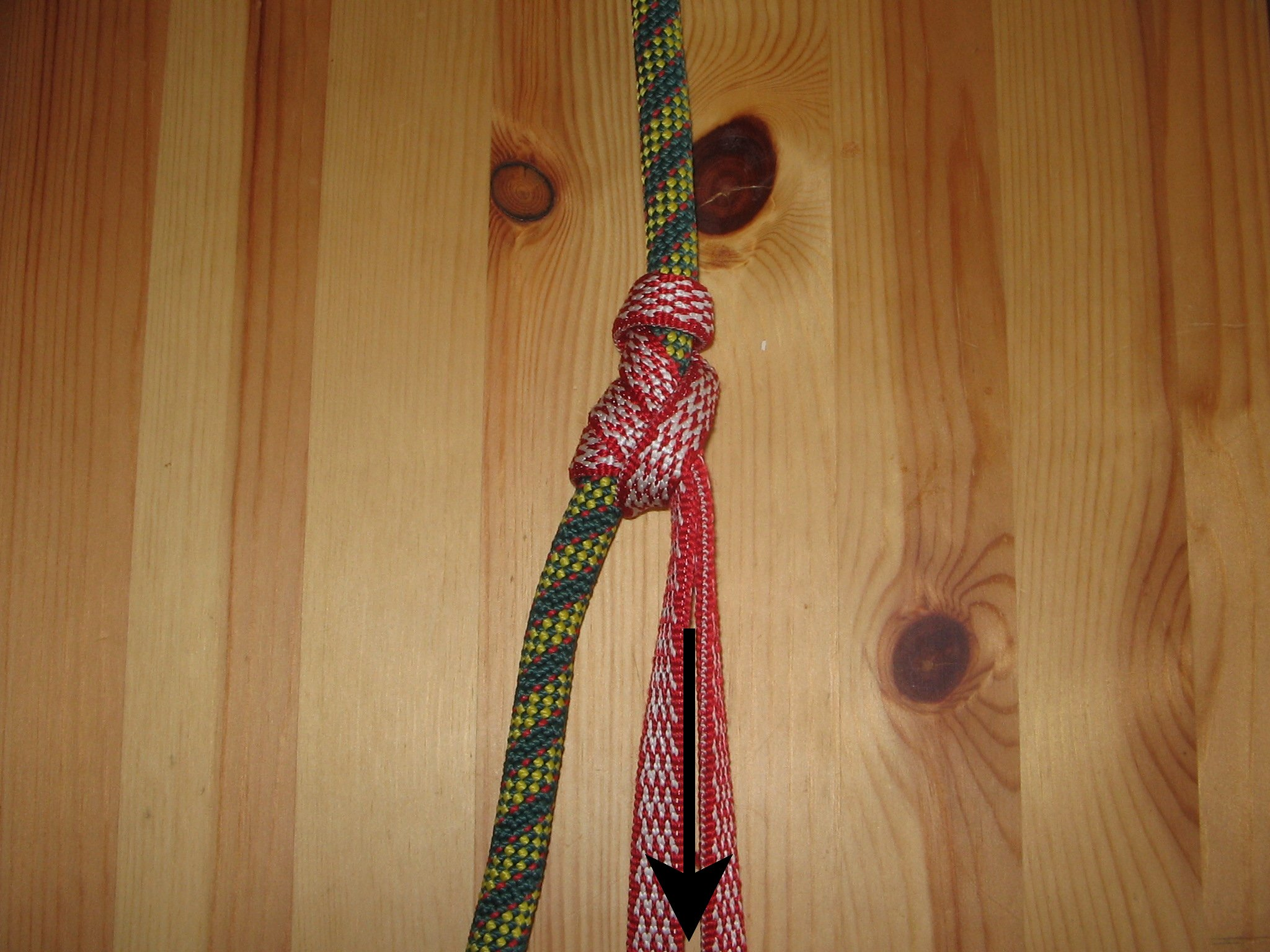
プルージックノット

## プルージック・ノット
オーストリアの登山家カール・プルージック（Karl Prusik ）が考えついたと言われているロープの結び方である。単にプルージックともいう。クライミングロープにその1/2から1/3程度の太さの補助ロープの輪を巻きつけるようにして結び、この結び目を握ってスライドさせない限りその輪が動かない。非常に単純だが多くの場面で活用できる便利な結び方である。しかし日頃から訓練しておかないと緊急時にいきなり試みてもうまく行かないため、同じ機能を機械的な機構で実現しようと考えられたのが登高器である。

## ユマール
最初の登高器製品はアルプスのガイドをしていたA・ユシィ（A.Jusi ）と電気工学士のワルター・マルティ（Walter Marti ）の2人によって考案され、1959年に発表されたユマール（Jumar ）であった。名称は2人の名前から命名されている。適応できるクライミングロープの太さはφ7 mmからφ14 mmである。クライミングロープにセットして荷重を加えると、カムが働いてロープを締め付けて充分体重を託すことができる。元々墜落の自己脱出手段として考えられ、右手用左手用の2個1組でそれぞれ足を載せる補助ロープがついている。
1本のロープを固定して張っておきさえすればいかなる斜面も安全に登れるため、ヒマラヤ山脈のような高所登山でのルート工作や荷揚げ作業になくてはならない存在となり、アイガー北壁のような登攀もこれがあってこそ可能になった。
ほとんど普通名詞化し、登高器を使ってロープを登ることを「ユマーリング」という。

## 各種の登高器
ユマール発売以後、多くのメーカーが同様の機能を持つ製品を手がけ、イギリス、フランス、イタリア、アメリカ合衆国、日本など多くのメーカーから多種類が発売されている。